# Marie Meurdrac
Marie Meurdrac (Mandres-les-Roses, c. 1610 – 1680) foi uma química e alquimista francesa.
Autora de La Chymie Charitable et Facile, en Faveur des Dames (Química Caridosa e Fácil, em Favor das Damas), um tratado de química voltado para mulheres comuns, é tido como a primeira obra sobre química ou alquimia escrita por uma mulher desde Maria, a Judia, no período clássico tardio.
A historiadora Lucia Piave Tosi descreveu Meurdrac como a primeira mulher a publicar um livro sobre química em seus primórdios. Apesar de inicialmente hesitante em escrever, receosa das críticas daqueles que acreditavam que mulheres não deveriam receber educação, ela foi uma protofeminista que defendia a ideia de que "as mentes não têm sexo."

## Biografia
Marie Meurdrac nasceu em uma família proprietária de terras em Mandres-les-Roses, uma vila que hoje fica em um subúrbio de Paris. Seu pai era Vincent Meurdrac (falecido em 1650), um tabelião local, e sua mãe, Elisabeth Dovet (falecida em 1636). Marie tinha uma irmã mais nova, Catherine Meurdrac (1613-1676), conhecida posteriormente como Madame de La Guette, autora de Memórias.
Quando criança, Meurdrac era mais séria que sua irmã mais nova e serviu como madrinha de várias crianças de sua aldeia. Em 1625, por volta dos 15 anos, casou-se com Henri de Vibrac, comandante da guarda de Carlos de Valois. Após o casamento, mudou-se para o Château de Grosbois, onde conheceu a condessa de Guiche, esposa de Armand de Gramont, conde de Guiche. As duas tornaram-se grandes amigas, e Meurdrac dedicou posteriormente seu tratado de química à condessa.

## Educação e carreira
Meurdrac era autodidata, aprendendo química por meio de obras e experimentos de outros cientistas e pela leitura de textos teóricos sobre alquimia e química. Em seus estudos, explorou técnicas laboratoriais, propriedades de medicamentos e cosméticos. Em sua obra, incluiu uma tabela de pesos e 106 símbolos alquímicos usados na medicina da época.
Meurdrac possuía seu próprio laboratório, onde realizava experimentos com o objetivo de melhorar a vida das mulheres. Nele produzia remédios caseiros, produtos de beleza e registrava cuidadosamente suas receitas. Além disso, oferecia aulas particulares para mulheres em seu laboratório, especialmente para aquelas que não se sentiam seguras em realizar experimentos por conta própria. Tinha acesso a um forno de alta temperatura, uma ferramenta incomum para a época, pois seu uso exigia uma permissão especial do rei. Esse detalhe sugere que Meurdrac obteve essa autorização real, possivelmente por meio de sua conexão com a condessa de Guiche.

## Trato de química e alquimia
Em 1656 ou 1666, Marie Meurdrac publicou seu famoso tratado La Chymie Charitable et Facile, en Faveur des Dames (aproximadamente "Química Útil e Fácil, para o Benefício das Damas"). Esse tratado foi uma das primeiras obras sobre química escritas por uma mulher. A obra passou por várias edições em francês (1666, 1674, 1680, 1687 e 1711) e foi traduzida para o alemão (quatro edições de 1673 a 1712) e italiano. A obra, que foi aprovada pelos mestres regentes da Faculdade de Medicina de Paris, focava em fornecer tratamentos acessíveis para os mais pobres.
O tratado foi dividido em seis partes. A primeira parte abordava princípios e operações, vasos, selos, fornos, características e pesos. A segunda parte tratava das ervas medicinais e dos remédios feitos a partir dessas plantas. A terceira parte abordava os animais e a quarta, os metais. A quinta parte focava na fabricação de medicamentos compostos, e a sexta parte era direcionada ao público feminino, abordando métodos para preservar e aumentar a beleza.
Na introdução de sua obra, Meurdrac escreveu sobre seus métodos: "Eu tomei muito cuidado para não ir além do meu conhecimento, e posso garantir que tudo o que ensino é verdadeiro, e que todos os meus remédios foram testados; por isso, louvo e glorifico a Deus." (tradução de Bishop e DeLoach, 1970). Na segunda página do tratado de Meurdrac, estão as palavras em francês "les esprits n'ont point de sexe", que significam "as mentes não têm sexo". Naquela época, não era ideal que mulheres fossem cientistas. Meurdrac estava ciente disso, o que a motivava a provar que ela poderia publicar um livro didático para mulheres e educá-las também.
Desde a década de 1970, estudiosos têm discutido a natureza de La Chymie Charitable et Facile, en Faveur des Dames, com alguns argumentando que é uma obra sobre alquimia em vez de química. Recentemente, Londa Shiebinger colocou o trabalho de Meurdrac dentro da tradição dos livros de culinária médica, com La Chymie compartilhando muitas semelhanças com os libri de segreti, livros médicos e cosméticos populares na Itália renascentista, que às vezes eram escritos por mulheres.

## Visões sobre o gênero
Além da importância de seu trabalho para os esforços científicos femininos, Meurdrac tem sido vista por alguns como uma protofeminista. Em sua introdução, ela descreve sua "luta interna" entre o ideal feminino da época, que Meurdrac definiu como sendo "silenciosa, ouvindo e aprendendo, sem exibir... conhecimento". No entanto, ela decide que "seria um pecado contra a Caridade esconder o conhecimento que Deus me deu, que pode ser benéfico para o mundo".
Sua contribuição eventual com suas obras antecipou a mudança de paradigma que ocorreria mais tarde, quando a alquimia se transformou em química moderna. Independentemente de sua obra ser ou não considerada como química, Meurdrac contribuiu de maneira direta e visível para processos colaborativos e a revisão crítica, que mais tarde definiriam o campo da química moderna e da ciência como um todo.
Em sua dedicatória, Marie escreveu:  
| “ | Quando comecei este pequeno tratado, foi para minha própria satisfação, para não perder a memória dos conhecimentos que havia adquirido com muito esforço e por meio de diversos experimentos repetidos várias vezes. Não posso esconder que, ao ver o trabalho realizado além do que eu ousara esperar, fui tentada a publicá-lo; mas, embora tivesse razão para trazê-lo à luz, tive ainda mais motivos para mantê-lo escondido e não expô-lo à censura geral... Fiquei indecisa nesse combate quase dois anos. Opondo-me a mim mesma, dizia que o ensino não era uma profissão para uma mulher; que ela deveria permanecer em silêncio, ouvir e aprender, sem mostrar que sabe: que está acima dela oferecer uma obra ao público e que tal reputação de maneira nenhuma seria vantajosa... Orgulhava-me de não ser a primeira mulher a ter colocado algo sob a imprensa, pois a mente não tem sexo, e se as mentes das mulheres fossem cultivadas como as dos homens, e se empregássemos tanto tempo e dinheiro em sua instrução, elas poderiam se tornar iguais a eles. | ” |

## Influência
La Chymie despertou o interesse de Molière, que baseou sua comédia Les Femmes Savantes nela. As evidências apresentadas em Les Femmes Savantes indicam que Meurdrac provavelmente foi a primeira mulher na química. Esta peça satírica destacava as mulheres que dedicavam grande parte do seu tempo a experimentos e atividades acadêmicas, mas também critica e ridiculariza diversos grupos, incluindo as femmes précieuses, um estereótipo das mulheres educadas da França.
No entanto, embora a peça mencione temas como física, matemática e astronomia, ela não faz referência à química. Uma das razões para a ausência da química nesse contexto pode ser que Les Femmes Savantes foi escrita em 1672, seis anos após a primeira edição de La Chymie Charitable e dois anos antes da segunda edição de Meurdrac. Essa sátira reforçou a ideia de que as mulheres não deveriam ser educadas, sugerindo que, caso o fossem, seriam consideradas irritantes e pedantes.